# Ainise Havili
Ainise Havili (Fort Worth, 24 aprile 1996) è una pallavolista e allenatrice di pallavolo statunitense, palleggiatrice delle Indy Ignite e assistente allenatrice della Abilene Christian.

## Carriera

### Giocatrice

#### Club
La carriera di Ainise Havili inizia nei tornei scolastici texani, giocando per la Haltom HS. Dopo il diploma prosegue la sua carriera a livello universitario, partecipando alla NCAA Division I con la Kansas dal 2014 al 2017, raggiungendo le semifinali nazionali durante il suo sophomore year e ricevendo diversi riconoscimenti individuali.
Nella stagione 2019-20 firma il suo primo contratto professionistico in Svezia, ingaggiata dall'Hylte/Halmstad, in Elitserien; tuttavia, nel novembre 2019, passa al MTV Stoccarda, nella 1. Bundesliga tedesca per il resto dell'annata. Nella stagione seguente, invece, si accasa nella Sultanlar Ligi turca per difendere i colori del Karayolları, dove conclude la sua carriera.
Torna in campo con le Vegas Thrill, disputando la Pro Volleyball Federation 2024: nell'edizione seguente viene invece ingaggiata dalle Indy Ignite.

#### Nazionale
Con la nazionale Under-20 conquista la medaglia d'oro al campionato nordamericano Under-20 2014.

### Allenatrice
Dopo aver allenato a livello giovanile il Texas Image, nel giugno 2022 viene annunciato il suo ingresso nello staff di Dave Shondell alla Purdue come assistente allenatrice volontaria. Un anno dopo viene ingaggiata come assistente allenatrice dalla Abilene Christian.

## Palmarès

### Nazionale (competizioni minori)
- Campionato nordamericano Under-20 2014

### Premi individuali
- 2015 - All-America First Team
- 2015 - NCAA Division I: San Diego Regional MVP
- 2016 - All-America Third Team